# 2020年東京オリンピックのクロアチア選手団
2020年東京オリンピックのクロアチア選手団は、2021年7月23日から8月8日にかけて日本の首都東京で開催された2020年東京オリンピックのクロアチア選手団、およびその競技結果。

## メダル
| メダル | 選手名                                          | 競技       | 種目               | 日付    |
| ------ | ----------------------------------------------- | ---------- | ------------------ | ------- |
| 金     | マテア・イェリッチ                              | テコンドー | 女子67kg級         | 7月26日 |
| 金     | マルティン・シンコビッチ バレント・シンコビッチ | ボート     | 男子舵手なしペア   | 7月29日 |
| 金     | ニコラ・メクティッチ マテ・パビッチ             | テニス     | 男子ダブルス       | 7月30日 |
| 銀     | マリン・チリッチ イワン・ドディグ               | テニス     | 男子ダブルス       | 7月30日 |
| 銀     | トンチ・スティパノビッチ                        | セーリング | 男子レーザー級     | 8月1日  |
| 銀     | ティン・スルビッチ                              | 体操       | 男子鉄棒           | 8月3日  |
| 銅     | トニ・カナエト                                  | テコンドー | 男子80kg級         | 7月26日 |
| 銅     | ダミル・マルティン                              | ボート     | 男子シングルスカル | 7月30日 |

## 射撃
- 4名[1]